# Gavin MacLeod
Gavin MacLeod (właśc. Allan George See; ur. 28 lutego 1931 w Mount Kisco, zm. 29 maja 2021 w Palm Desert) – amerykański aktor telewizyjny i filmowy.
Występował jako kapitan Merrill Stubing w popularnym serialu komediowym, Statek miłości (1977–1986). Za tę rolę był 3 razy nominowany do Złotego Globu w kategorii najlepszy aktor w serialu komediowym (w 1979, 1981 i 1982).

## Filmografia

### Filmy
- 1958: Chcę żyć! jako porucznik policji
- 1959: Wzgórze Pork Chop jako Saxon
- 1960: Najwyższy czas jako prof. Thayer
- 1964: Doborowa jednostka jako Joseph „Happy” Hanes
- 1966: Ziarnka piasku jako Corsley
- 1968: Przyjęcie jako C.S. Divot
- 1970: Złoto dla zuchwałych jako Morarity
- 2008: Słuchajcie uważnie jako Jonathan Sperry

### Seriale TV
- 1958: Peter Gunn jako George Fallon
- 1959: Nietykalni jako Artie McLeod
- 1960: Peter Gunn jako Mitch Borden
- 1961: Nietykalni jako trójpalczasty Jack White / Whitey Metz
- 1961: Doktor Kildare jako Lorenzo Lawson
- 1962: Nietykalni jako William „Porker” Davis
- 1964: The Munsters jako Paul Newmar
- 1965: Rawhide jako Rian Powers
- 1965–1966: My Favorite Martian jako Alvin Wannamaker
- 1967: Combat! jako brytyjski kapral Tommy Behan
- 1968–1969: Hawaii Five-O jako Duży Kurczak
- 1977–1987: Statek miłości jako kapitan Merrill Stubing
- 1986: Historie biblijne jako Daniel
- 1990: Napisała: Morderstwo jako Art Sommers
- 1994: Prawo Burke’a jako Jerry Marz
- 2000: Oz jako kardynał Frances Abgott
- 2001–2002: Diabli nadali jako wujek Stu
- 2002–2003: JAG – Wojskowe Biuro Śledcze jako Raymond Harrick
- 2003: Dotyk anioła jako Calvin
- 2006: Różowe lata siedemdziesiąte jako Smitty
- 2009: Suite Life: Nie ma to jak statek jako Pan Barker
- 2011: Pound Puppies: Psia paczka jako kpt. Gumble (głos)